# Galère irlandaise
La galère irlandaise était un navire qui se trouvait à l’ouest d’Irlande jusqu’au XVIIe siècle. Comme des autres galères européennes, c’était un type de navire à voiles et rames, étant à usage commercial et militaire. Elle ressemblait à la galère écossaise, ayant toutes les deux le drakkar (navire viking) comme ancêtre commun. En gaélique elle s’appelait long fhada (long navire). La galère irlandaise avait généralement huit ou douze rames (et parfois jusqu'à trente) et était notable à cause de sa vitesse.
La survie des galères en Irlande et en Écosse était facilité par le bon nombre d’îles et de baies sur les côtes à l’ouest de ces pays.

## Histoire
Il n’y a pas de restes archéologiques qui permettraient une reconstruction détaillée de la galère irlandaise. Cependant, il y a des illustrations dans les marges des cartes élisabéthaines (même si leur fiabilité a été remise en question), complétées par des descriptions écrites. Il y a aussi une gravure dans le vieux monastère cistercien de l’Ile de Clare (Oileán Chliara), asile traditionnel des O’Malleys, qui étaient  de notables gens de mer. C’est une image très simple qui représente une galère à un seul mât doté d’une vergue de voile carrée.
Des images cartographiques du XVIe et du XVIIe siècle diffèrent considérablement de ce navire-ci. Il est possible que cela reflète des influences étrangères, étant donné que ces galères faisaient du commerce avec l’Espagne et le Portugal.
À la marge d’une carte de la province d’Ulster en 1591, on voit trois galères de huit rames chacune qui possèdent une voile carrée à rayures verticales. On voit aussi des gouvernails, des étais, des bras et des nids-de-pie. L’étai d’avant descend jusqu’à une poulaine et il y a une cabine à toit arrondi vers l’arrière. Des autres images en provenance d’Écosse montrent des innovations semblables.

## Construction
Il y avait d’implantations scandinaves le long des côtes d’Irlande et l’irlandais empruntait beaucoup de mots maritimes au vieux norrois.Il est fort probable qu’on bâtisse la galère irlandaise selon des techniques que les vikings connaissaient et qu’étaient répandues au nord-ouest de l’Europe. La coque du navire serait bordée à clin et on attacherait l’étrave et l’étambot à la quille avec des joints en biseau. On fixerait les couples aux virures avec des cordons et des chevilles de bois, ensuite de quoi on installerait les banquettes et le mât s’insérerait dans son implanture. Il y aurait des coches dans l’étrave et l’étambot pour supporter des planques, et les banquettes seraient soutenues par des coudes.

## Usage
On fait des références aux galères dans les Annales des quatre maîtres, source importante de l’histoire médiévale d’Irlande. En 1413, par exemple, quand Tuathal Ó Máille revenait de la province d’Ulster vers le comté de Mayo avec sept navires, un vent de tempête ("anfadh na mara") s’est abattu sur eux, en les poussant vers l’Écosse. Seul Tuathal a survécu. En 1513 Eoghan Ó Máille vint à Killybegs au nord-ouest du pays en pillant avec trois navires, mais une tempête les empecha de partir et une bande de paysans les attaqua en détruisant deux galères.
Ce sont les O’Malleys et les O’Flathertys, seigneurs de l’ouest de Connacht, qui étaient les utilisateurs principaux des galères, en les employant pour l’objet de pillage ou pour transporter les soldats des autres chefs. Au XVIe siècle, le gouvernement d’Angleterre fit une tentative, résolu à supprimer les flottes irlandaises. Les autorités anglaises nota que ce genre de navires pouvait transporter trois cents gens de guerre.

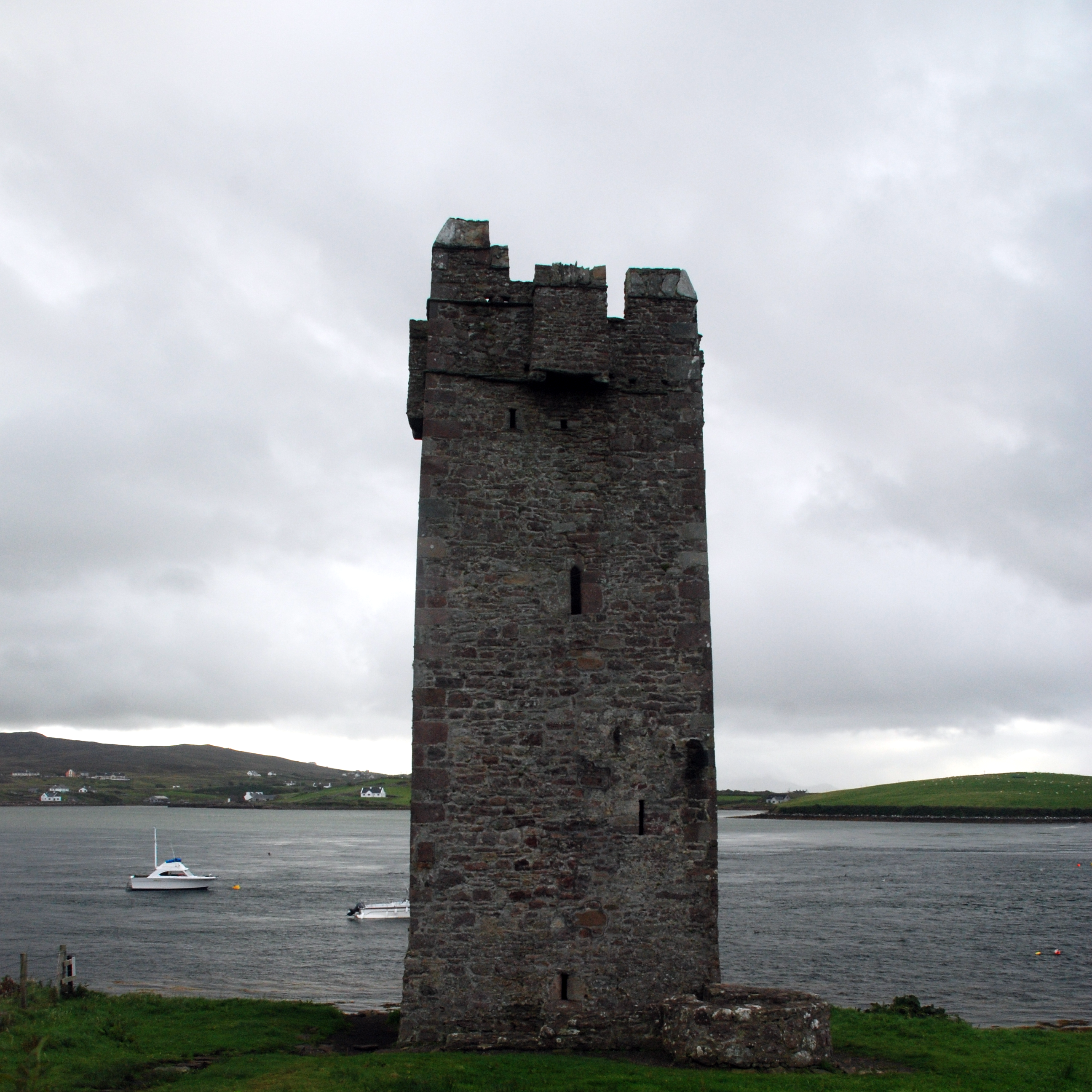
Château de Rockfleet (Carraig an Chabhlaigh), forteresse des O’Malleys, Ile d'Achill

Parmi les chefs maritimes les plus audacieux était Grace O'Malley (Gráinne Ní Mháille), guerrière formidable et négociante reconnue. Sir Richard Bingham, gouverneur de Connacht, nota en 1591 qu’elle possédait vingt galères.
Ce genre de navire pouvaient faire échec aux vaisseaux d’une taille semblable, mais il était vulnérable aux canons, sa construction étant si légère qu’il ne pouvait pas supporter un armement considérable.